# Anna van Portugal

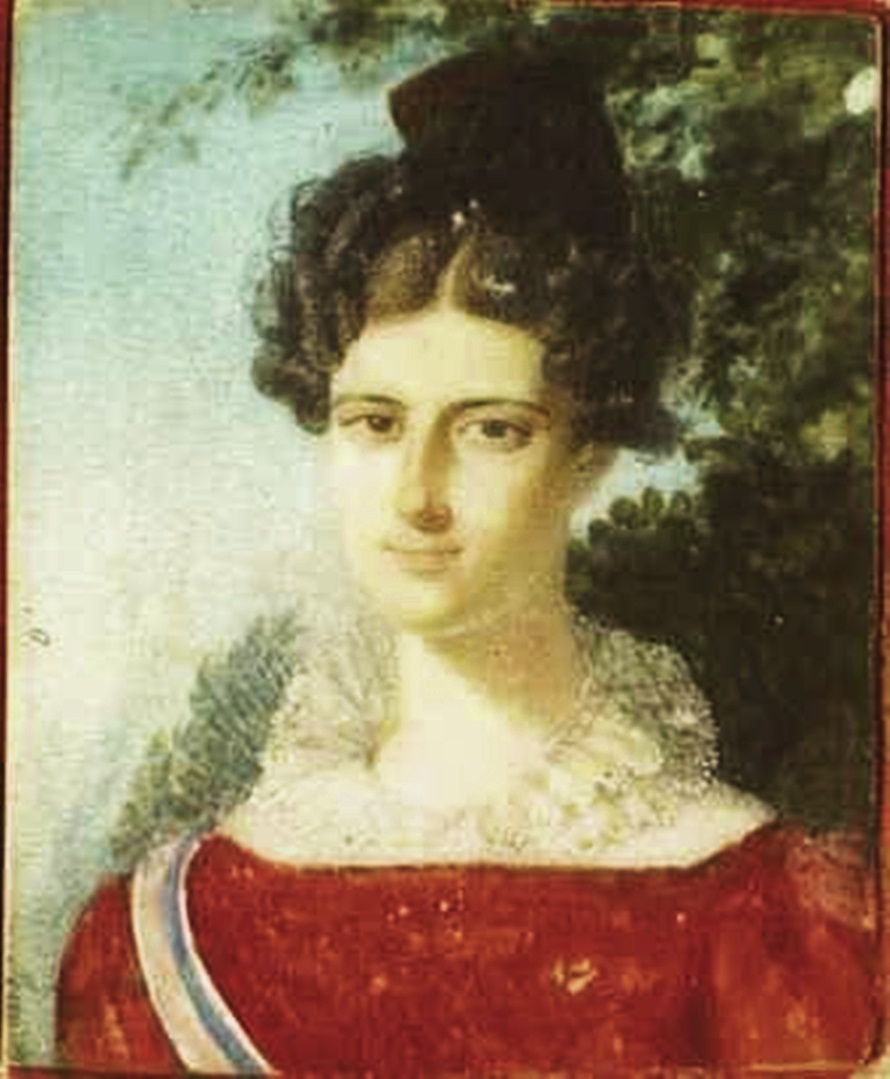
Infante Dona Anna de Jezus van Portugal

Anna de Jezus Maria van Bragança, infante van Portugal (Mafra, 23 oktober 1806 – Rome, 22 juni 1857), was een Portugese prinses en de jongste dochter van koning Johan VI van Portugal en Charlotte Joachime van Spanje. Anna de Jezus was een telg uit het huis Bragança. Haar volledige naam was: Anna de Jezus Maria Lodewijk Gonzaga Joachime Michaëla Rafaela Francisca Xavier de Paula van Braganza en Bourbon.
Infante Anna de Jezus was de jongste dochter van koning Johan VI. Zij had twee oudere broers: Peter (keizer van Brazilië, 1822-1831, en koning van Portugal, 1826) en Michaël (koning van Portugal, 1828-1834). Anna was de jongste zuster van de infantes: Maria Theresia, Maria Isabella, Maria Francisca, Isabella Maria en van Maria Assunção.
Op 5 december 1827 trad Anna in het huwelijk met Nuno José Severo de Mendoça Rolim de Moura Barreto, in die tijd markies van Loulé en graaf van Vale de Reis (toekomstige hertog van Loulé en meerdere keren eerste minister van Portugal. De huwelijksvoltrekking vond plaats in een besloten ceremonie in de Koninklijke Kapel van het Koninklijk Paleis van Ajuda, omdat een dergelijk huwelijk in die tijd een schande was.
Ook al was de markies van Loulé een afstammeling van de Portugese koninklijke familie, infante Anna was de eerste Portugese prinses die sinds de middeleeuwen in het huwelijk trad met een gewone man. Het huwelijk werd waarschijnlijk niet gesloten om politieke redenen, want het eerste kind van het koppel werd geboren op 27 december 1827, 22 dagen na de bruiloft.
Na het herstellen van het Portugese absolutisme werd het echtpaar verbannen en begonnen zij een lange reis door Europa, en kregen zij enkele kinderen. Het huwelijk eindigde met een feitelijke scheiding in 1835. Het morganatisch huwelijk was nooit goedgekeurd door koning Johan VI (overleden in 1826). De toestemming voor het huwelijk werd waarschijnlijk wél gegeven door het Parlement, maar het werd beslist niet goedgekeurd door de koninklijke familie. Doordat Anna trouwde met de markies van Loulé verloor zij alle rechten op de Portugese troon.

## Kinderen
- Anna Charlotte
- Maria do Carma
- Peter Jozef
- Maria Amalia
- Augustus Peter